# Вулиця Щорса (Донецьк)
Вулиця Щорса — одна з головних вулиць міста Донецька. Розташована між вулицею Треньова та Комсомольським проспектом.

## Історія
Вулиця названа на честь учасника радянської громадянської війни, командира дивізії Миколи Щорса.

## Опис
Вулиця Щорса починається у Ворошиловському районі, від Комсомольського проспекту, і завершується в Київському районі вулицею Треньова. Простягнулась з півдня на північ. Довжина вулиці становить близько чотирьох кілометрів.

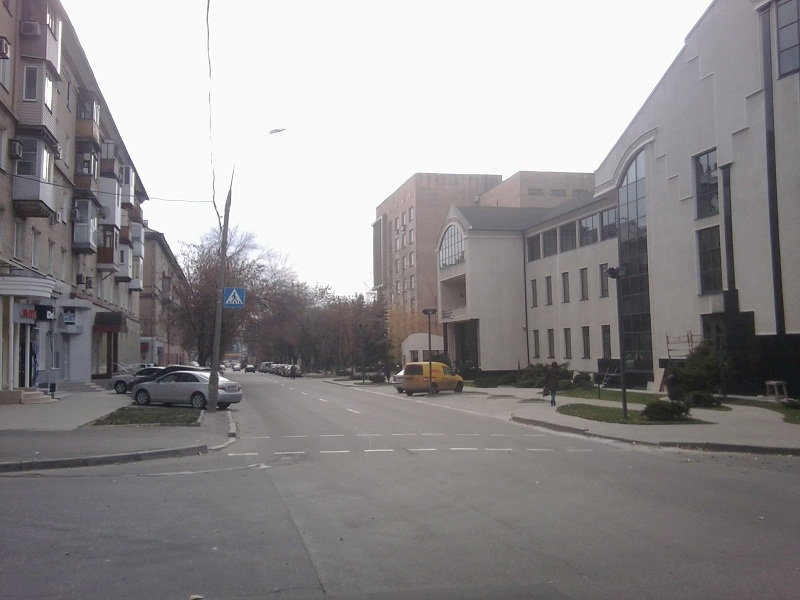
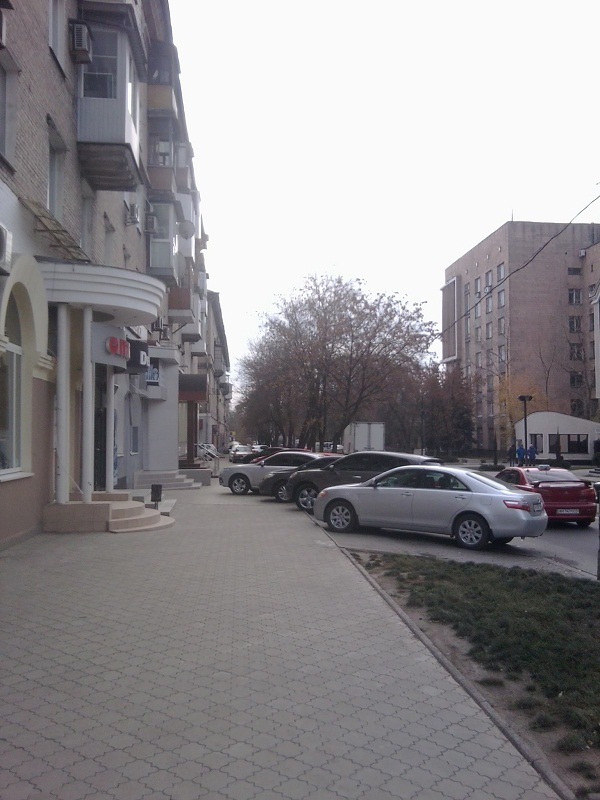
Вулиця Щорса
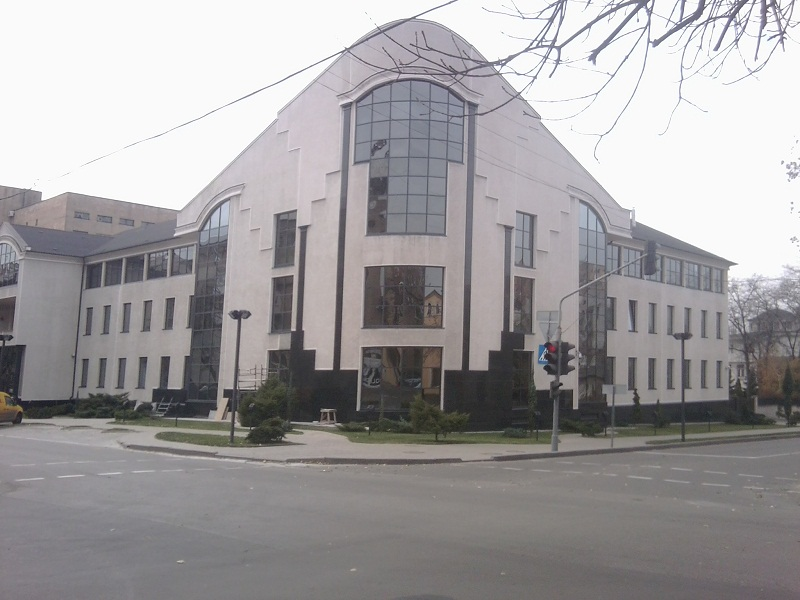
Бідівля на перетині вулиці Щорса та Ватутіна
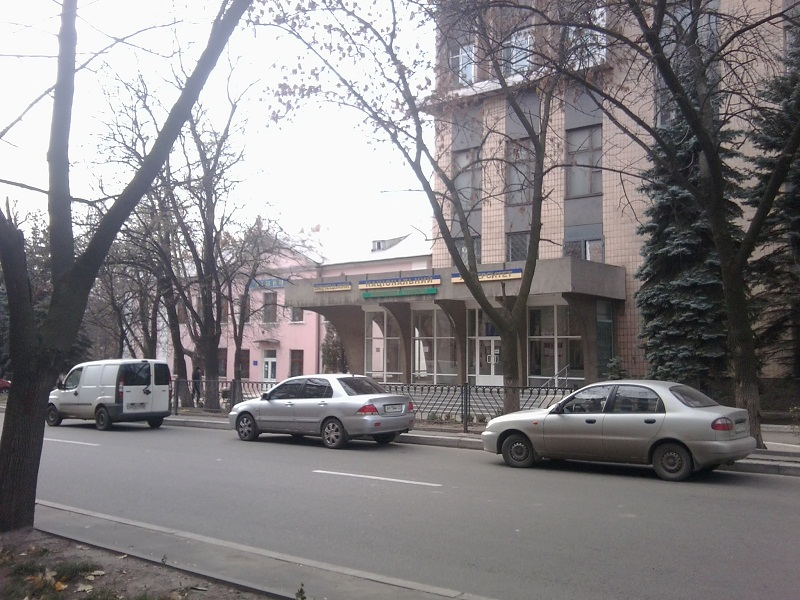
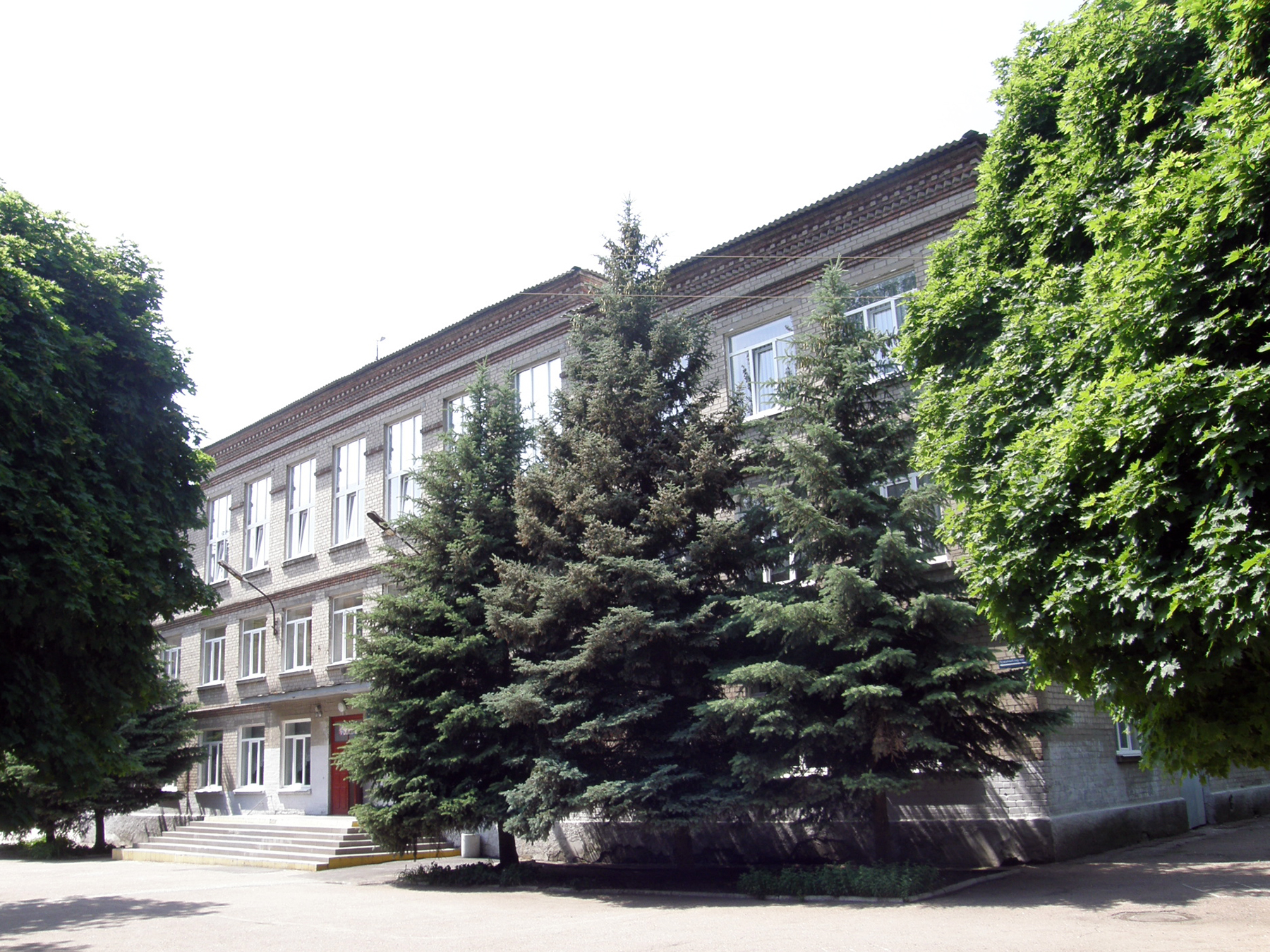
школа № 13, типовий проєкт 2-02-73, 1961 р.